# Angelo Mannironi
Angelo Mannironi (Bracciano, 9 agosto 1961) è un ex sollevatore italiano.

## Biografia
Nato nel 1961 a Bracciano, in provincia di Roma, gareggiava nei pesi medi (75 kg). È figlio di Sebastiano Mannironi, morto nel 2015, sollevatore partecipante alle Olimpiadi di Melbourne 1956, Roma 1960 e Tokyo 1964, medaglia di bronzo a Roma nei pesi piuma, fratello di Sergio Mannironi, anche lui sollevatore, presente ai Giochi di Sydney 2000 e padre di un altro sollevatore, Manuel Mannironi.
A 27 anni ha partecipato ai Giochi olimpici di Seul 1988, nei 75 kg, arrivando 9º con 325 kg alzati, dei quali 147.5 nello strappo e 177.5 nello slancio.
Dopo il ritiro è diventato allenatore, anche in federazione.